# 教育社歴史新書
教育社歴史新書（きょういくしゃ れきし しんしょ）とは、教育社（現・キョーイクソフト）が発行していた新書シリーズ。日本史シリーズと東洋史シリーズと西洋史シリーズの三つがあった。1977年（昭和52年）から1991年（平成3年）まで、初期は毎月刊行されていた。
すべて書き下ろしであり、一つ一つのテーマごとで一冊の本にし、大掴みできることができるようにした入門書、教養書である。時代ごとに区切られてはいるが、通史ではないので、それぞれ独立して読めるようになっている。
その後、講談社学術文庫やちくま学芸文庫で再刊されたものもある。